# Alan Jousseaume
Alan Jousseaume (Vannes, 3 agosto 1998) è un ciclista su strada francese che corre per il team TotalEnergies; è professionista dal 2022.

## Palmarès

### Strada
- 2019 (Vendée U, una vittoria)

2ª tappa Tour Nivernais Morvan (Saint-Benin-des-Bois > Larochemillay)
- 2021 (Vendée U, due vittorie)

Grand Prix de Bourg-de-Péage
Tour du Jura

## Piazzamenti

### Grandi Giri
- Vuelta a España

2023: non partito (13ª tappa)

### Classiche monumento
- Liegi-Bastogne-Liegi

2023: 77º
2024: 81º
- Giro di Lombardia

2022: 44º